# Дегтярёв, Пётр Георгиевич
Дегтярёв Петр Георгиевич (2 [14] января 1896, Староклёнское, Рязанская губерния — 27 июня 1961, Тамбов) — активный участник установления Советской власти на Тамбовщине. Награжден орденом Ленина

## Биография
Родился в селе Староклёнское Раненбургского уезда Рязанской губернии (ныне село Первомайского района Тамбовской области). Отец, Георгий Григорьевич Дегтярёв, грузчик в г. Козлов (ныне Мичуринск), умер, когда Петру было четыре года. Мать, Нина Ефимовна — прачка, кухарка, работница по найму. В связи с бедственным положением семьи Петр и сестра Анна в 1904 г. попали в детский приют. В 1907—1913 гг обучался в Тамбовском Ремесленном Училище. С 1913 по январь 1915 года работает в тамбовских столярных мастерских.

#### Первая Мировая война
С января 1915 года призван в действующую армию, служил в 236 пехотном Борисоглебском полку 59 пехотной дивизии в команде пеших разведчиков. К ноябрю 1915 г. был награжден георгиевскими крестами 4 и 3 степеней. В декабре 1915 году отправлен во 2-ю Московскую школу прапорщиков. После окончания училища направлен в Тамбов в 61 запасной пехотный полк. В июне 1916 года принял маршевую роту и отбыл на фронт в 668-й Тысменицкий пехотный полк 167 дивизии. Воевал в армии Брусилова в лесистых Карпатах (район Черновцов). В июне 1916 получил звание подпоручика. В марте 1917 ранен пулей в плечо.

#### Революционные события
В октябре 1917 г. избран председателем полкового комитета 59 дивизии. По решению комитета полк, состоявший в основном из тамбовцев, с оружием (1500 винтовок, 6 пулеметов, 3 орудия, 75 мин, тяжелый гранатомет, бомболет) погрузился в эшелоны и отбыл с Южного фронта в г. Тамбов. По решению Исполкома Тамбовских вагонных мастерских из прибывших был создан отряд Красной гвардии Тамбовского железнодорожного узла численностью в 600 штыков. П. Г. Дегтярёв был избран командиром отряда.
В январе 1918 года во главе отряда командовал операцией по разоружению трех чехословацких эшелонов, пытавшихся прорваться на запад. Два эшелона разоружились добровольно. Третий эшелон пытался прорваться на запад, но был остановлен на перегоне Тамбов-Пушкари. Отряд П. Г. Дегтярева (300 чел.) разобрал рельсы, выкатил на кромку ж/д выемки пулеметы и пушку. Попавшие в засаду чехословаки после недолгих переговоров разоружились и были отправлены в сторону Владивостока.,
Возглавлял операцию по свержению в ночь с 30 на 31 января 1918 г. власти меньшевиков и эсеров. Лично П. Г. Дегтярёв с частью отряда Красной Гвардии занимал здание городского Совета. Он же разоружал офицерский «батальон смерти» в доме Фокина. 18 человек офицеров отправили в тюрьму. При этом был захвачен арсенал оружия.
В июне 1918 года руководил подавлением восстания эсеров и офицеров в г. Тамбове. Оно вспыхнуло по указанию из центра, руководимого Борисом Савинковым («Союз защиты Родины и Свободы»). Восставшие захватили казармы I-ого Тамбовского революционного полка, пока красноармейцы были на обеде. Руководил восстанием генерал Богданович. Были арестованы многие руководители Советской власти (М. Д. Чичканов, Б. А. Васильев). Штаб восставших разместился в дворянском собрании (ныне театр им. Луначарского). На подавление восстания был брошен отряд Красной Гвардии под руководством П. Г. Дегтярёва и латышская кавалерийская часть. Лично П. Г. освобождал тюрьму, где сидели арестованные большевики, латышские стрелки освобождали Дворянское собрание. Восстание было подавлено и в течение 42 часов. Снятый с фронта отряд В.Киквидзе прибыл в город, когда все уже было кончено.
С июня 1918 на основе отряда Красной Гвардии был создан отряд тамбовской рабоче-крестьянской милиции. Возглавил отряд численностью в 700 человек тов. А. Н. Бойко. П. Г. Дегтярев был командиром разведки.
В первых числах сентября 1918 г. П. Г. Дегтярев был направлен на работу в железно-дорожную ЧК, где он занимал должности члена коллегии и военного руководителя, уполномоченного комиссара. В УТЧК (Уездной Тамбовской Чрезвычайной Комиссии) проработал с перерывами до начала 1920 г. В конце марта 1919 г. П. Г. Дегтярёв из личного состава тамбовской милиции сформировал отряд в 500 человек и выехал с ним на Уральский фронт в состав чапаевской дивизии для охраны железной дороги Ершов — Уральск от колчаковских войск.
В марте 1920 г. П. Г. Дегтярёва призвали в ряды Красной Армии, где он занимал должности от командира роты до командира полка. В этой должности он был демобилизован в июне 1922 г. На фронтах Гражданской войны сражался с отрядами Махно, Деникина, Врангеля.

### После Гражданской войны
10 июня 1922 г. Петр Георгиевич вернулся на ТВРЗ столяром. Вскоре его избрали председателем завкома, каковым он пробыл до декабря 1927 г., когда он занял посты заместителя председателя горсовета и заведующего горкомхоза.
В 1923 году он был председателем комиссии по чистке органов милиции.
В марте 1930 назначен зам.директора ТВРЗ, а в сентябре уехал на учебу в Москву, на курсы среднего комсостава жел.- дор. транспорта при Московском институте Инженеров Транспорта. Вернувшись в Тамбов в апреле 1932 был назначен начальником сборочного цеха, каковым он и оставался до 1939 г. В октябре 1939 приказом наркома путей сообщения СССР тов. Л. М. Кагановича П. Г. Дегтярёв был назначен начальником Тамбовского вагонного участка, где проработал до октября 1947 г.
В 1936 г. награжден знаком «Почетный железнодорожник». Награду вручал Л. М. Каганович.
В июле 1941 года П. Г. Дегтярёв был назначен командиром народного ополчения Тамбовского железнодорожного узла. В его задачу входило формирование партизанского отряда, который в случае оккупации должен был действовать на территории области. Руководил созданием замаскированных складов с оружием, продовольствием. После снятия угрозы оккупации отряд был расформирован.
В июле 1942 награжден орденом Ленина. Награду вручал М. И. Калинин в Кремле.
Умер 27 июня 1961 г. Похоронен на Петропавловском кладбище Тамбова.

## Память
Улица Петра Дегтярёва в Тамбове (бывшая ул. Казачья, переименована в апреле 1985 г.). Памятная доска на доме N19 по той же улице, где он прожил большую часть жизни, снята новыми владельцами в 1990-е гг.